# Asjik Kerib (film)
Asjik Kerib (Georgisch: აშიკი ქერიბი, Azerbeidzjaans: Aşıq Qərib) is een film uit 1988 van de Sovjet-Russische regisseur Sergej Paradzjanov, gebaseerd op de gelijknamige novelle van de Russische auteur Michail Lermontov. Paradzjanov droeg de film op aan de bevriende regisseur Andrej Tarkovski die twee jaren tevoren was overleden. 

## Verhaal
Asjik Kerib wil zijn geliefde huwen, maar haar vader is erop tegen, omdat Asjik Kerib arm is. Zij zweert duizend nachten lang op hem te wachten, totdat hij terugkeert met voldoende geld om haar vader voor zich te winnen. Asjik Kerib onderneemt een reis om geld te verdienen en ondervindt veel moeilijkheden op zijn pad. Met de hulp van een heilige ruiter keert hij op de 1001e dag terug naar zijn geliefde. Vervolgens trouwt het verliefde paar.